# Heinrich Behnke

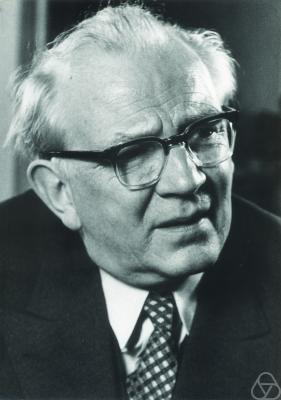
Heinrich Behnke im Mathematischen Forschungsinstitut Oberwolfach

Heinrich Behnke (* 9. Oktober 1898 in Hamburg; † 10. Oktober 1979 in Münster) war ein deutscher Mathematiker an der Westfälischen Wilhelms-Universität in Münster.
Behnke war international bekannt für seine Forschung in der komplexen Analysis („Münstersche Schule der komplexen Analysis“), das heißt der Funktionentheorie mehrerer Veränderlicher.

## Leben
Er studierte Mathematik an der Georg-August-Universität Göttingen, wo er Vorlesungen unter anderem bei David Hilbert, Edmund Georg Hermann Landau und Erich Hecke hörte. Er sandte seine Dissertation Über analytische Funktionen und algebraische Zahlen an die neu gegründete Universität Hamburg, auf die Erich Hecke zuvor gewechselt war. Sie wurde dort im Mai 1922 empfangen.
Nach seiner Promotion an der Universität Hamburg wechselte er kurzzeitig an die Universität Heidelberg, wo er seine spätere Ehefrau Aenne Albersheim kennenlernte, die er im Mai 1925 heiratete. Danach ging er wieder zurück an die Universität Hamburg, wo er sich 1924 habilitierte. Seine Frau starb 1927 bei der Geburt ihres einzigen gemeinsamen Kindes.
Behnke erhielt im selben Jahr eine Professur an der Westfälischen Wilhelms-Universität in Münster, an der er bis zu seiner Emeritierung 1967 und noch darüber hinaus tätig blieb. Er heiratete 1932 Elisabeth Hartmann, die in Jena, Göttingen und Münster Mathematik studiert hatte.
1934 publizierten Behnke und Peter Thullen den Aufsatz „Theorie der Funktionen mehrerer komplexer Veränderlichen“. Thullen musste aber schon 1933 Deutschland verlassen, da er von den Nationalsozialisten verfolgt wurde. Obwohl Münster schon während des Krieges zerstört war, hielt Behnke weiter Vorlesungen. Nach dem Krieg wurde er Dekan der Philosophisch-Naturwissenschaftlichen Fakultät der Universität Münster bis 1949. Von 1954 bis 1958 war er Präsident der Internationalen Mathematischen Unterrichtskommission (IMUK) sowie 1964 und 1965 Präsident der Deutschen Mathematiker-Vereinigung. Neben seiner Forschungstätigkeit hat Behnke sich auch stets um den Zusammenhalt von Universität und höherer Schule gekümmert.
Mit Otto Toeplitz gründete er 1932 die Zeitschrift Mathematische Semesterberichte.
Zu seinen Doktoranden gehören unter anderem Karl Stein, Friedrich Hirzebruch, Reinhold Remmert, Peter Thullen, Günter Scheja, Hans Grauert, Hans Langmaack, Jürgen Eickel, Friedrich Sommer, Norbert Kuhlmann, Harald Holmann, Heinz Griesel, Wolfgang Rothstein,    Karlheinz Spallek und Uwe Storch.  1978 erschien Behnkes Autobiographie: „Semesterberichte – Ein Leben an deutschen Universitäten im Wandel der Zeit“.
Heinrich Behnke starb am 10. Oktober 1979 in Münster. Der wissenschaftliche Nachlass Behnkes wird im Universitätsarchiv der Westfälischen Wilhelms-Universität Münster verwahrt.

## Ehrungen
- 1960: Ehrendoktor der Eidgenössischen Technischen Hochschule Zürich
- 1968: Ehrendoktor der Freien Universität Berlin
- 1969: Großes Verdienstkreuz der Bundesrepublik Deutschland
- 1971: Officier de l’ordre Grand-Ducal de la Couronne de Chêne de Luxembourg
- 1977: Verleihung der Paulus-Plakette der Stadt Münster

## Mitgliedschaften
- Mitglied der Gelehrtenakademie Leopoldina (seit 1936)[2]

## Schriften
- Semesterberichte – Ein Leben an deutschen Universitäten im Wandel der Zeit (Autobiographie), Vandenhoeck & Ruprecht, Göttingen 1978, ISBN 978-3-525-40724-0.
- mit Peter Thullen: Theorie der Funktionen mehrerer komplexer Veränderlicher, Springer Verlag, Ergebnisse der Mathematik und ihrer Grenzgebiete, 1934, 2. Auflage unter Mitwirkung von Reinhold Remmert 1970
- mit Friedrich Sommer: Theorie der Funktionen einer komplexen Veränderlichen, Springer Verlag, 3. Auflage 1965
- Vorlesung über Differentialgeometrie, Münster, Aschendorff, 7. Auflage 1966
- Vorlesung über gewöhnliche Differentialgleichungen, Münster, Aschendorff, 4. Auflage 1963
- Vorlesungen über Algebra, Münster, Aschendorff, 3. Auflage 1958
- Vorlesungen über Zahlentheorie, Münster, Aschendorff, 5. Auflage 1961
- Vorlesung über klassische Funktionentheorie, Aschendorff
- Vorlesung über Infinitesimalrechnung, Aschendorff
- Herausgeber mit Horst Tietz und anderen: Fischer Lexikon Mathematik, 2 Bände, zuerst 1964
- Herausgeber mit Hans-Georg Steiner: Mathematischer Unterricht an deutschen Universitäten und Schulen. Vandenhoeck & Ruprecht 1967
- Herausgeber mit Kuno Fladt, Wilhelm Süss: Grundzüge der Mathematik, 3 Bände, Vandenhoeck & Ruprecht 1958 (englische Übersetzung bei MIT Press)
- Herausgeber mit Detlef Laugwitz: Mathematik für Studienanfänger, BI Hochschultaschenbuch
- Herausgeber mit K. Kopfermann: Festschrift zur Gedächtnisfeier für Karl Weierstraß. 1815–1965. Wissenschaftliche Abhandlungen der Arbeitsgemeinschaft für Forschung des Landes Nordrhein-Westfalen, Band 33, Köln und Opladen: Westdeutscher Verlag, 1966